# Hermonassa lama
Hermonassa lama är en fjärilsart som beskrevs av Charles Boursin 1967. Hermonassa lama ingår i släktet Hermonassa och familjen nattflyn. Inga underarter finns listade i Catalogue of Life.